# Focea

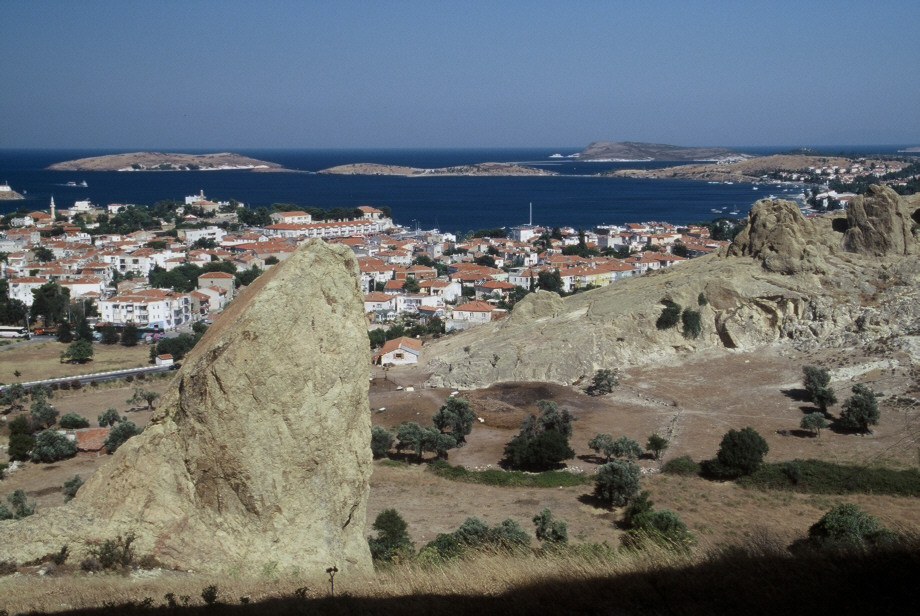
Le rovine dell'antica Focea

Focea (in greco antico: Φώκαια?, Phṓkaia; in latino Phocaea; in italiano anche Fogliavecchia, desueto, per distinguerla da Focea Nuova, odierna Yeni Foça, sorta a ridosso delle miniere di allume poi qui imbarcato) era una città greca della Ionia, fondata sul sito della odierna città di Foça (o Eskifoça) in Turchia, a circa 60 km a nord-ovest di Smirne.

## Geografia
Focea era la città più settentrionale della Ionia. La città sorgeva alla foce del fiume Ermo sulla penisola che separava a nord il Golfo di Cuma e a sud il Golfo di Smirne.
La presenza di due porti naturali permise lo sviluppo della flotta navale e del commercio marino.

## Storia

### Le origini
Focea fu fondata da coloni di Eretria e Teos nell'VIII secolo a.C. Il suo nome proviene dalla parola foca, che fu il simbolo della città, o più probabilmente dalla Focide, regione della Grecia centrale da cui provenivano alcuni coloni.
Secondo Pausania i Focei, sotto la guida ateniese, si stabilirono su un territorio ceduto da Cuma Eolica e furono ammessi nella Lega Ionica dopo aver riconosciuto i re della linea di Codro.

### Lo sviluppo
Secondo Erodoto, i Focei furono i primi Greci ad intraprendere lunghi viaggi marittimi e a scoprire l'Adriatico, la Tirrenia, l'Iberia e Tartesso a bordo di agili penteconteri. Giunti a Tartesso, in Spagna, strinsero amicizia col re Argantonio, che li invitò a trasferirsi nel suo paese. I Focei declinarono la proposta. Allora, avuta notizia della potenza dei Medi, Argantonio inviò loro una grande somma d'argento per costruire le mura difensive della città.
I loro viaggi marittimi erano estesi: a sud commerciavano con la colonia greca di Naucrati, in Egitto; a nord aiutarono probabilmente l'insediamento delle colonie di Amiso e Lampsaco, mentre, come sostiene Erodoto, riuscirono a raggiungere l'estremo Occidente e quindi Tartesso, collocato oltre lo stretto di Gibilterra.
Focea fu un importante porto commerciale e fondò colonie nel Mediterraneo occidentale: Massalia (attuale Marsiglia) in Francia, Alalia in Corsica, Olbia in Sardegna, Elea in Magna Grecia, Emporion e Rhode in Spagna (secondo Strabone queste ultime in realtà furono fondate da coloni di Massalia).

### Le guerre
Nella seconda metà del VI secolo a.C. Focea perse l'indipendenza politica assieme ad altre città della Ionia. Infatti il comandante persiano Arpago la assediò dopo aver fatto capitolare la capitale del regno di Lidia Sardi (546 a.C.).
I Focei si rifugiarono a Chio con l'intenzione di acquistare e stabilirsi sulle isole Enusse, ma, respinta l'offerta, si diressero verso la colonia di Alalia in Corsica.
Per cinque anni i Focei costruirono templi e saccheggiarono i paesi circostanti, fino a quando Etruschi e Sardi Cartaginesi li affrontarono nella battaglia navale di Alalia (540 a.C.). I Focei vinsero, ma riportarono danni così gravi alle loro navi che preferirono trasferirsi a Rhegion (oggi Reggio Calabria) e da lì risalire la costa per fondare Elea. Tra i fondatori della colonia figurava anche il filosofo Senofane, capostipite della futura Scuola eleatica.
Nel 499 a.C. Focea aderì alla rivolta ionica contro Dario I di Persia. Dionisio di Focea comandò la flotta ionica nella battaglia di Lade (494 a.C.), ma i Focei poterono schierare solo tre navi su un totale di 350. I persiani vinsero la battaglia e poco dopo schiacciarono la rivolta.
Dopo la sconfitta di Serse I nel 480 a.C. nella Seconda guerra persiana, Atene accrebbe la propria potenza e Focea entrò nella Lega di Delo pagando ad Atene un tributo di due talenti. Nel 412 a.C., durante la Guerra del Peloponneso, si ribellò con le altre città della Ionia ma re Dario II, alleato di Sparta, la riconquistò. Nel 367 a.C. la Pace di Antalcida ristabilì il controllo persiano.
Durante l'epoca ellenistica passò ai Seleucidi e quindi agli Attalidi.

### Medioevo
A Focea è legata la figura dell'ammiraglio Benedetto Zaccaria, che ne fu signore nel XIII secolo e che si dedicò al commercio con Genova, esportando l'allume di Focea, una merce utile alla concia delle pelli, dopo aver monopolizzato il commercio di questa preziosa sostanza avendo ricevuto la città in feudo dall'Imperatore di Costantinopoli Michele Paleologo. La città rimase una colonia genovese fino alla conquista turca nel 1455, appartenendo prima ai Cattaneo (Andreolo Cattaneo) e poi ai Gattilusio.

## Monetazione
Focea fu tra le prime città a coniare e utilizzare monete, probabilmente imitando la Lidia. Le prime monete erano fatte in elettro. Al British Museum è esposta una moneta con l'immagine di una foca datata al 600-550 a.C.
Sotto la dominazione genovese dei Cattaneo e dei Gattilusio venivano battuti ducati d'oro e denari di mistura.